# Сало, або 120 днів Содому
«Сало́, або 120 днів Содому» (італ. Salò o le 120 giornate di Sodoma) — фільм італійського режисера П'єра Паоло Пазоліні про злочини фашистського режиму, інтерпретація роману Маркіза де Сада «120 днів Содому».
Остання картина Пазоліні, що вийшла на екрани у 1976 році, вже після смерті режисера, в рівних частках складається з садомазохізму, фашизму і насилля. Картина була першою частиною незавершеної «Трилогії смерті». Шокуючими сексуальними тортурами, жахливими звірствами і жорстокістю, фільм викликав величезний скандал не лише в Італії, але й у всій Європі.

## Сюжет
Республіка Сало на півночі Італії, останні дні італійського фашизму.
Фільм складається з чотирьох частин, назви яких засновані на творі Данте Аліг'єрі «Божественна комедія»:
- Переддень пекла (Antinferno),
- Коло маній (Girone della manie),
- Коло лайна (Girone delle merda),
- Коло крові (Girone del sangue).

Частина перша. Переддень пекла. Магістрат, банкір, герцог і монсеньйор — головні герої, які не мають власних імен, проголосивши гасло «Добре все те, що надмірно», одружуються на доньках одне одного. Після цього вони наказують фашистам викрасти і доставити на закриту віллу групу ретельно відібраних юнаків і дівчат із полонених антифашистів. Полоненим розповідають правила гри, що заснована на гомосексуальних зляганнях та на всіляких сексуальних збоченнях і групових оргіях (зокрема, фільм містить сцени садизму та поїдання екскрементів). Вілла знаходиться під охороною. Крім того, на віллі живуть чотири повії середного віку. О 6-й годині всі збираються в залі, де повії розповідають різні історії. Після вечері починаються оргії. За гетеросексуальні відносини покладено позбавлення кінцівок, за релігійні посилання — смерть.
Частина друга. Коло маній. Під мелодійне піаніно перша повія розповідає про те, як вона у ранньому дитинстві була спокушена педофілом. Розповіді старої повії розпалюють хтивість панів, які негайно вигадують все нові і нові способи приниження своїх бранців.
Частина третя. Коло лайна. Третя частина цілком присвячена самим крайнім напрямкам фетишизму — копрофілію і копрофагії. Друга повія розповідає про сексуальні збочення, пов'язані з екскрементами. Герцог випорожнюється в кімнаті та змушує одну з дівчат з'їсти екскременти. Суддя «одружується» на юнакові. На весільній вечері також подаються екскременти, які їдять всі.
Частина четверта. Коло крові. Дізнавшись про численні порушення серед полонених, четверо панів піддають їх тортурам. Вони ставляться до бранців як до предметів, цілком виключаючи будь-яку людяність. Остання з чотирьох повій, що грала на піаніно під час еротичних оповідань, викидається з вікна. Полонених катують і вбивають. Друзі спостерігають по колу за подіями за допомогою бінокля. Коло крові — це найвищий прояв жорстокості та тиранії володарів.
Закінчення. За вікном чутно канонаду — наближаються західні союзники. «Гімн смерті» змінюється легкою мелодією 40-х років і охоронці приймаються танцювати під неї. «Як звуть твою дівчину?» — Запитує один іншого. «Маргарита» — відповідає той.

## В ролях
| Актор                    | Роль      |
| ------------------------ | --------- |
| Паоло Боначеллі          | герцог    |
| Джорджо Катальді         | єпископ   |
| Уберто Паоло Квінтавалле | магістрат |
| Альдо Валетті            | президент |

| Актор            | Роль             |
| ---------------- | ---------------- |
| Катеріна Боратто | синьора Кастеллі |
| Ельза Де Джорджі | синьора Маджі    |
| Елен Сюржер      | синьора Ваккарі  |
| Соня Сав'янж     | піаністка        |

## «Сало́». Хроніка подій, пов'язаних з фільмом
| Дата             | Подія |
| ---------------- | --- |
| 9 листопада 1975 | Комісія з цензури забороняє демонстрацію «Сало, або 120 днів Содому». |
| 18 грудня 1975   | Комісія з цензури при повторному розгляді питання скасовує заборону і дає дозвіл на випуск «Сало, або 120 днів Содому».                                                     |
| 11 січня 1976    | Перший показ фільму в Мілані. |
| 13 січня 1976    | Прокурор Мілана вилучає фільм з прокату та порушує справу проти продюсера фільму Альберто Грімальді за поширення порнографічної продукції.                                  |
| 30 січня 1976    | Грімальді винесено обвинувальний вирок. |
| 19 лютого 1976   | Прокурор Риму порушує справу проти Грімальді за звинуваченням в зображенні розбещуванні неповнолітніх та публічного вчинення непристойних жестів в одній зі сцен фільму.    |
| 11 березня 1976  | Національна асоціація боротьби за моральність звертається в регіональний адміністративний суд, вимагаючи негайного скасування дозволу на показ «Сало, або 120 днів Содому». |
| 17 лютого 1977   | Слухання справи Грімальді. Апеляційний суд Мілана виправдовує Грімальді і віддає розпорядження про зняття заборони на демонстрацію фільму за умови вилучення 4-х епізодів.  |
| 11 березня 1977  | Фільм вперше демонструється в Римі без 4-х вилучених сцен. |
| 7 червня 1977    | Один з глядачів порушує справу проти «Сало, або 120 днів Содому», після чого мировий суддя Гроттальє віддає розпорядження про нове вилучення фільму з прокату.              |
| 9 червня 1977    | Компанія, що продюсувала фільм, порушує справу проти Гроттальє. |
| 18 червня 1977   | Прокурор Мілана скасовує заборону на демонстрацію фільму. |
| 15 лютого 1978   | Касаційний суд дає розпорядження на відновлення вилучених епізодів, оскільки фільм «Сало, або 120 днів Содому» є «витвором мистецтва».                                      |

## Цікаві факти
- Екскременти для сцен копрофагії робилися з шоколаду і апельсинового мармеладу.
- Через натуралістичні сцени насильства і збочених форм сексуальних актів фільм був заборонений до показу в декількох країнах.
- Через деякий час після завершення зйомок режисер був знайдений жорстоко вбитим.